# Sony HDR-HC1
Sony HDR-HC1 – cyfrowa kamera HD japońskiego koncernu Sony.
Sony HDR-HC1 to pierwsza jednoprzetwornikowa kamera HD z obiektywem Carl Zeiss.

## Galeria

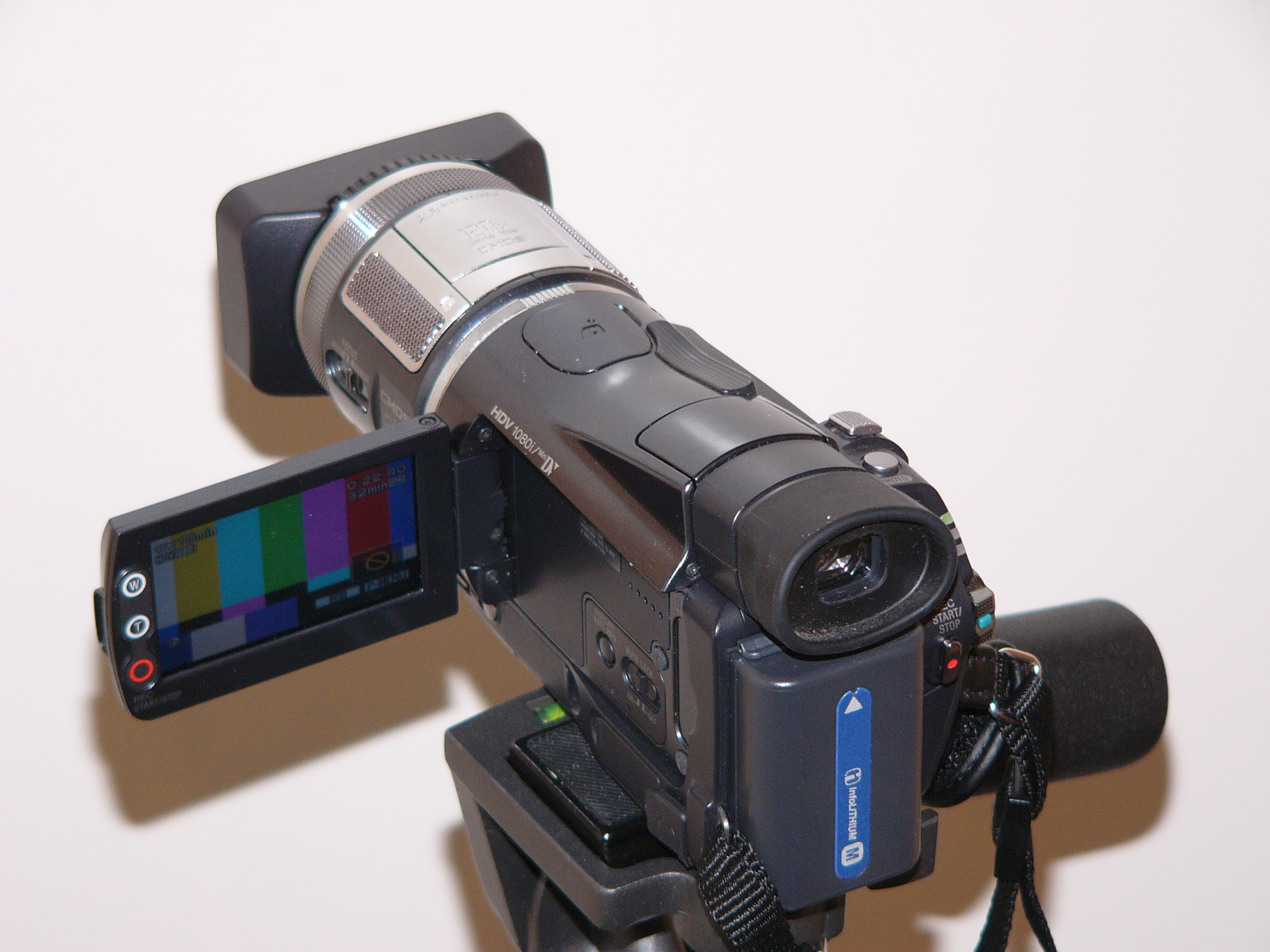
Tył kamery
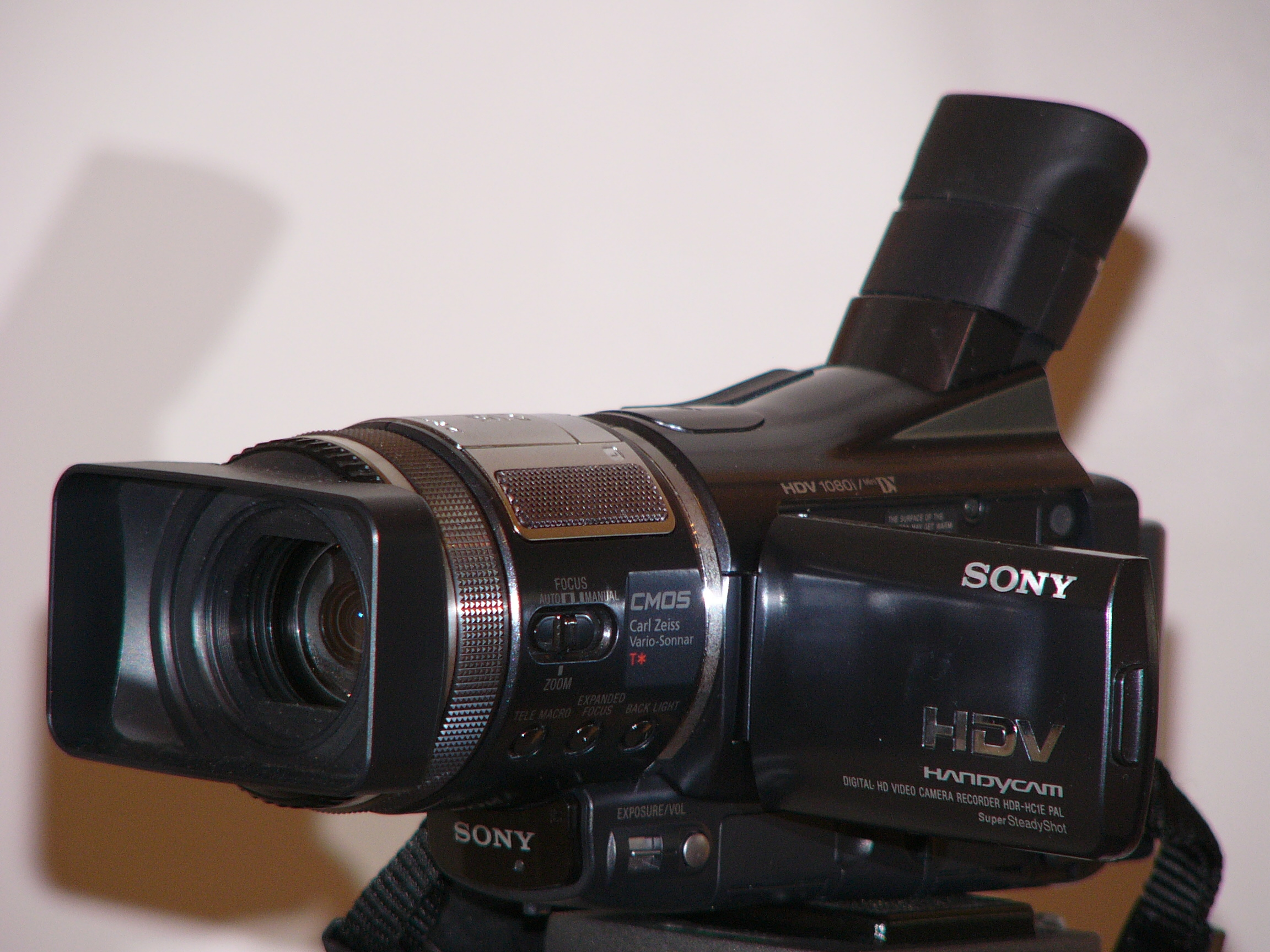
Przód kamery z otwartym ekranem i okowym widokiem
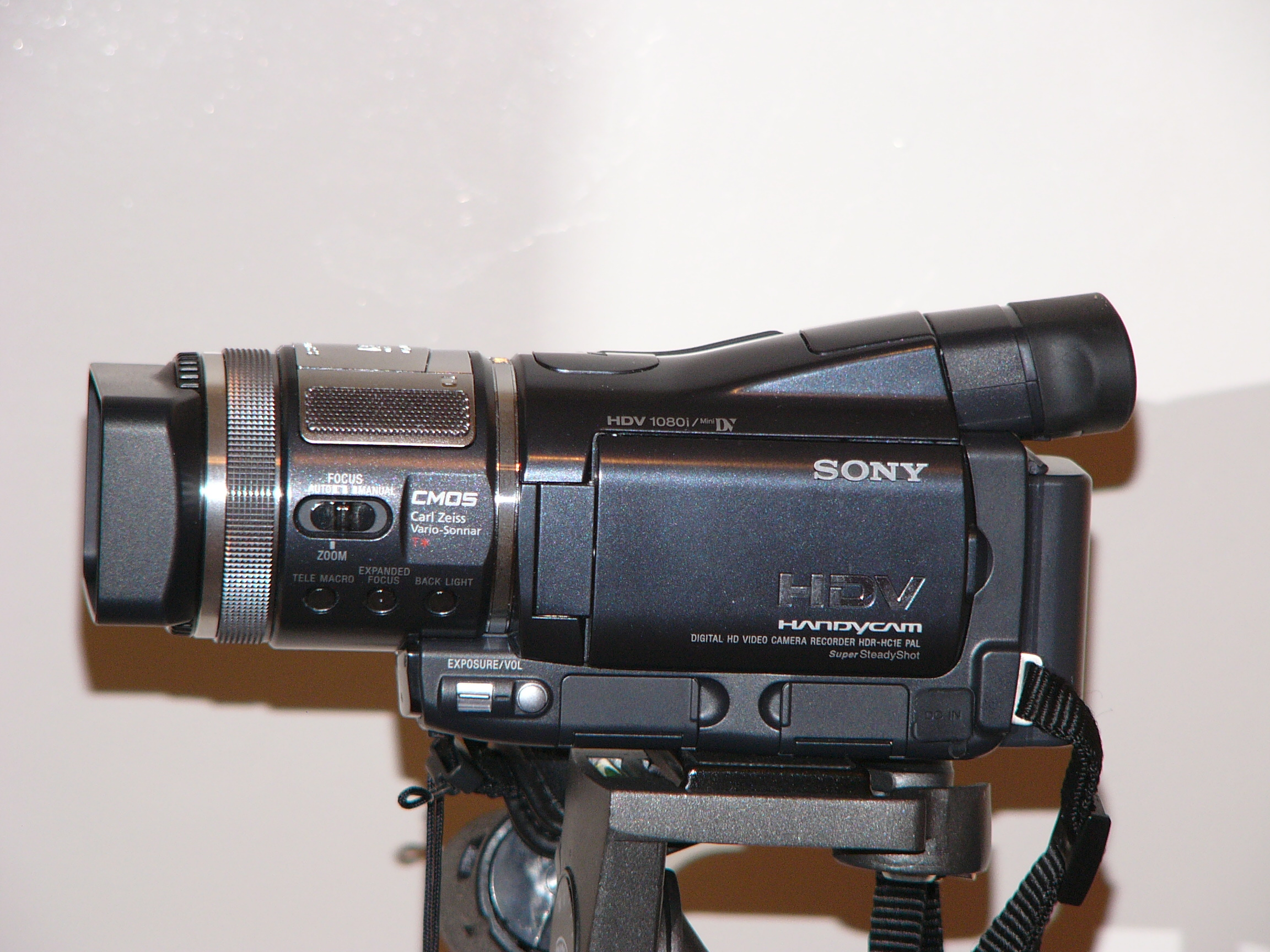
Bok kamery